# El periscopio
El periscopio, también conocida como Malicia erótica, es una película ítalo-española de 1979 dirigida por José Ramón Larraz, escrita por Larraz y Sergio Garrone, y protagonizada por Laura Gemser y Bárbara Rey.

## Argumento
Alfonso es un adolescente que vive en una familia adinerada con una madre adúltera y un padre tonto. Al mismo tiempo que experimenta sus primeros impulsos sexuales, Alfonso descubre que un par de encantadoras enfermeras viven arriba en su apartamento, por lo que buscará cualquier excusa para ponerse en contacto con ellas, y construye un periscopio artesanal con el que espiarlas.

## Reparto
- Laura Gemser como Amiga de Verónica.
- Bárbara Rey como Verónica.
- Ángel Herraiz como Alfonso.
- Mila Stanic como Carla, madre de Alfonso.
- Josep Castillo i Escalona como Don Ignacio, padre de Alfonso (como José Castillo).
- Alfred Lucchetti como Amante de Carla (como Alfredo Luchetti).
- José Sazatornil como José Antonio Cañavate (como José Sazatornil 'Saza').
- José María Cañete como Empleado de editorial (como José Mª Cañete).
- Francisco Jarque como Dependiente de casa de empeños.
- Daniele Vargas como Oculista (como Danielle Vargas).
- Jordi Bofill como Dueño de la peletería (no acreditado).
- Manuel Bronchud como Falso policía (no acreditado).
- Mir Ferry como Peluquero (no acreditado).
- Amparo Moreno como Felisa (no acreditada).
- Gabriele Tinti como Profesor (no acreditado).
- Arnau Vilardebó como Cliente de peluquería (no acreditado).

## Producción
La película forma parte de una ola de películas de porno blando realizadas en España durante la segunda mitad de la década de 1970, parte de una corriente conocida como cine de destape. Es una de un grupo de coproducciones de esta clase de películas entre Italia y España, junto con Historia de Eva/Piccole labbra (1978), ambas con Bárbara Rey.
La película es una de las películas de Gemser que presenta a su esposo Gabriele Tinti en un papel secundario.

## Lanzamiento
La película se estrenó en España el 26 de febrero de 1979 y en Italia el 5 de diciembre de 1979.
En México, se estrenó en los cines Bergman, Chaplin II, Del Pueblo II y Kubrick el 23 de diciembre de 1983, durante dos semanas.
Fue lanzada en Alemania como Zeig mir, wie man's macht («Muéstrame cómo hacerlo»).